# Kajetan Sołtyk

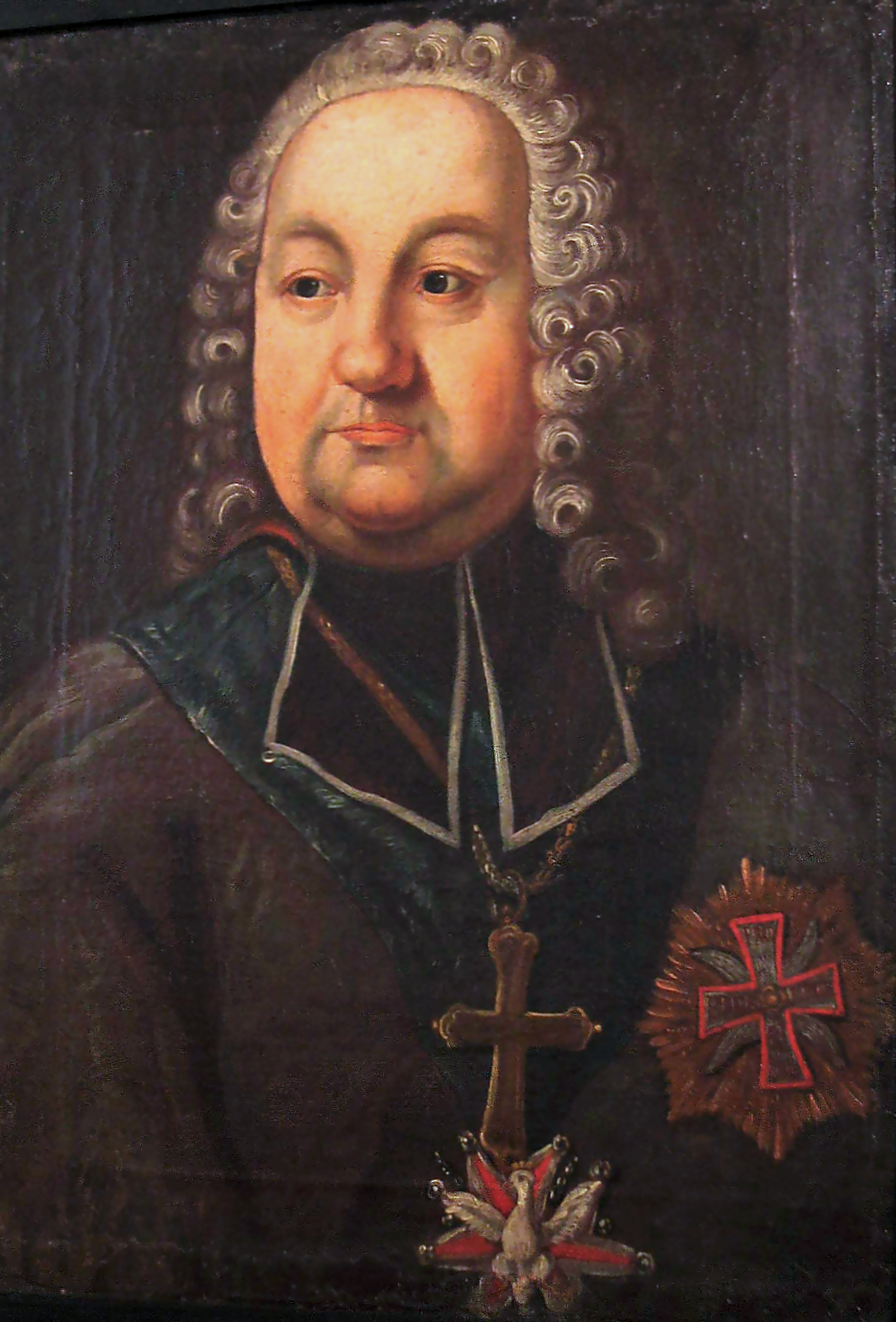
Bischof Sołtyk von Kiew, um 1757, Porträt mit dem Orden des Weißen Adlers

Herb Sołtyk – das Wappen, das Bischof Kajetan Sołtyk verwendete

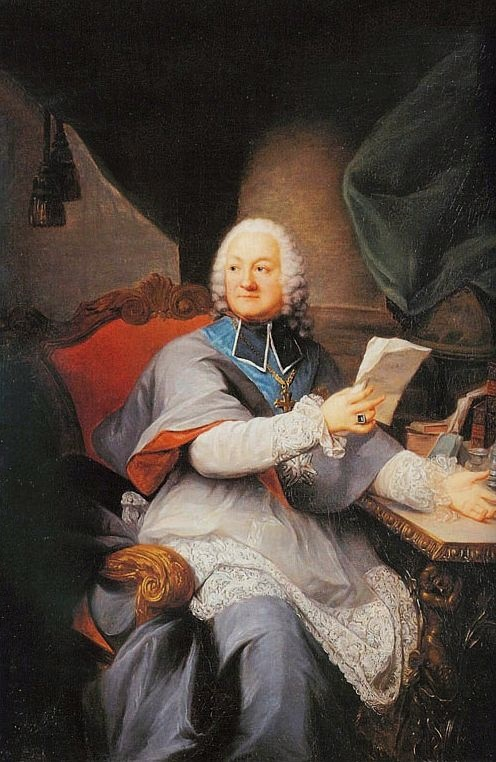
Bischof Sołtyk von Krakau, um 1770,
Porträt von Marcello Bacciarelli

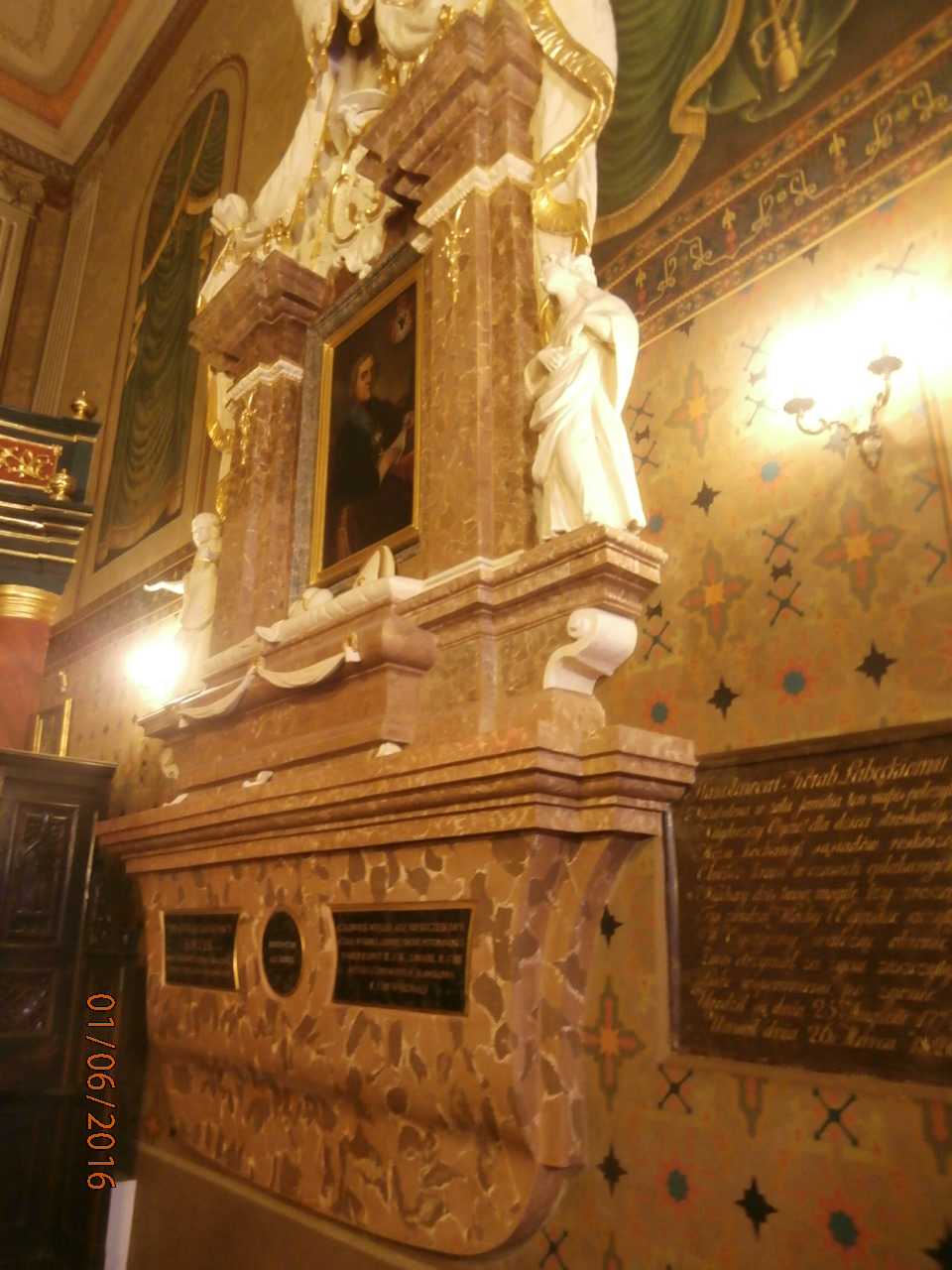
Rokoko-Epitaph Bischof Sołtyks in Sławków nach der Renovierung 2010

Kajetan Ignacy Sołtyk, Herb Sołtyk (* 12. November 1715 in Chwałowice; † 30. Juli 1788 in Kielce), war ein polnischer Priester und Herzog von Siewierz. Nachdem er sieben Jahre lang Koadjutor des Bischofs von Kiew gewesen war, wurde er 1756 selbst Bischof von Kiew und drei Jahre darauf Bischof von Krakau (1759). Während der letzten Jahre der polnisch-litauischen Adelsrepublik avancierte er zu einem der einflussreichsten Politiker am Warschauer Königshof.
Der Leitspruch wiara i wolność („Glaube und Freiheit“) bzw. der Aufruf zum Gebet für den Schutz des (katholischen) Glaubens und der (nationalen) Freiheit aus seinem Manifest entfaltete große Wirkung in der ganzen Union Polen-Litauen und wurde 1768 Wahlspruch der Konföderation von Bar. Sie gilt als letzte Massenbewegung des polnischen Kleinadels und erster polnischer Nationalaufstand. Alle folgenden polnischen Aufstände bis in die 1970er Jahre hinein waren von Bischof Sołtyks Leitspruch „Glauben und Freiheit“ motiviert und damit Ableger der Konföderation von Bar.

## Leben
Kajetan Sołtyk entstammte der großen, russischen Saltykow-Familie und war der Sohn des Kastellans von Lublin (und Hofmarschalls des Primas Poloniae) Józef Sołtyk. Seine Brüder waren Tomasz Sołtyk (Woiwode von Łęczyca) und Maciej Sołtyk (Kastellan von Warschau). Er wurde von den Jesuiten ausgebildet und empfing 1732 das Weihesakrament. Von 1735 bis 1738 studierte er katholische Theologie in Rom an der Universität La Sapienza.
Nach dem Tod seines Vaters war Sołtyk bis zur Entsprechung seines Versetzungswunsches 1740 an das Domkapitel des Krakauer Bischofs Jan Lipski die Rückkehr nach Polen nicht möglich. Ab 1740 häuften sich seine politischen Aktivitäten.
1749 wurde er Koadjutor des Bischofs von Kiew. In dieser Funktion wurde er 1753 in einem Ritualmordlegende-Prozess gegen Juden involviert, der zum Ergebnis die Hinrichtung dreizehn angeklagter Juden hatte. Sołtyk war bekannt für seine unethischen Haltungen: vom Nepotismus über die Fälschung von Dokumenten bis hin zur Bestechung des polnischen Kleinadels in den Sejmiks (lokale Parlamente). Während der Regierungszeit August III. von Polen-Litauen, bekannt als Höhepunkt politischer Korruption und Anarchie in der Adelsrepublik Polen-Litauen, wurde er einer der einflussreichsten Politiker am Königshof und arbeitete eng mit dem aus Sachsen stammenden Premierminister Polen-Litauens Heinrich von Brühl zusammen.
1756 wurde er Bischof von Kiew, ein Jahr später Ritter vom Orden des Weißen Adlers.
Schließlich ernannte ihn 1759 die römisch-katholische Kirche zum Bischof von Krakau.
Nach dem Tod Augusts III. von Polen-Litauen 1764 opponierte Sołtyk gegen die Wahl Stanisławs II. August Poniatowski als Thronfolger, zog sich aber aus der Politik schon bald wegen seines schlechten Gesundheitszustandes zurück.
Die politische Bühne betrat Sołtyk erst wieder, als Kaiserin Katharina II. von Russland ein funktions- und reformfähiges System in Polen-Litauen zu verhindern versuchte, zu diesem Zweck einige prorussische Edelleute mobilisieren ließ und diese mit orthodoxen sowie protestantischen Dissidenten verbündete, die seit der Gegenreformation unter Diskriminierung litten. Diese hatten sich im März 1767 zur Konföderation von Sluzk (Orthodoxe) und Toruń (Protestanten) zusammengeschlossen. Die Katholiken hatten sich als Reaktion darauf im Juni 1767 in der Konföderation von Radom organisiert. Bei allen drei Konföderationen agierte der russische Botschafter und Sejm-Abgeordnete Nikolai Repnin im Hintergrund als Mastermind. Am Ende des Konflikts stand ein neuer polnisch-russischer Vertrag, der am 24. Februar 1768 vom Repnin-Sejm gezwungenermaßen gebilligt wurde. Dieser sogenannte „Ewige Vertrag“ enthielt unter anderem die politische Gleichstellung orthodoxer und protestantischer Christen im Sejm mit den Katholiken. Bischof Kajetan Sołtyk wehrte sich heftig gegen das Ende der Goldenen Freiheit im Lande. Er forderte die Abdankung Stanisławs II. August (Poniatowski), der eine Fremdherrschaft zur grundlegenden Modernisierung seiner Republik im Interesse Russlands billigte und deshalb bei ihm (wie allgemein beim polnischen Kleinadel) als fremdbestimmter Kurator und Volksverräter verpönt war. Während des Repnin-Sejms erhob er Einspruch gegen das Diktat Repnins. Er wurde dafür mit drei weiteren polnischen Senatoren (Józef Andrzej Załuski, Wacław Rzewuski und Seweryn Rzewuski) nach Kaluga verschleppt und dort inhaftiert. Diese Verhaftung und das militärisch erzwungene Zustandekommen des sogenannten „Ewigen Vertrages“ vom 24. Februar 1768 führten unmittelbar zur Gründung der Konföderation von Bar.
Sołtyk war ein scharfer Gegner der rechtlichen Gleichstellung von Nicht-Katholiken mit Katholiken und hatte 1767 während seiner Haft ein Manifest mit dem Leitspruch wiara i wolność ("Glauben und Freiheit") verfasst, in dem er zum Gebet für den Schutz des (katholischen) Glaubens und der (nationalen) Freiheit aufruft. Sein Leitspruch erklang am 29. Februar 1768 als Wahlspruch der Konföderation von Bar.
1779 wurde Bischof Sołtyk Ritter vom Orden des heiligen Stanisław.
Nach seiner Haftentlassung 1781 nahmen die politischen Gegner sein sprunghaftes, launenhaftes und unberechenbares Verhalten zum Anlass, ihn durch den Ständigen Rat und das Staatsoberhaupt Polen-Litauens offiziell für verrückt zu erklären. Eine Sonderkommission wurde mit der Untersuchung der Angelegenheit beauftragt und rief heftige Kontroversen hervor, da sie politisch motiviert und beeinflusst war. Der Sejm von 1782 beschäftigte sich beinahe ausschließlich mit der Sache Sołtyk. Dabei war einer der ersten Streitfragen die Relevanz des Neminem-captivabimus-Gesetzes, in dem es zwar keine Bestimmungen zu psychisch erkrankten Menschen gibt, das aber besagt, dass kein Angehöriger der Szlachta ohne ein ordentliches Gerichtsverfahren und -urteil verhaftet oder bestraft werden darf. Ergänzende Gesetzesentwürfe wurden eingereicht, aber von der starken Opposition wieder zu Fall gebracht. Schließlich scheiterte Sołtyk daran, seiner Amtszeit als Bischof Vertreter abzugewinnen, die sein Bistum in Abwesenheit verwalten. Deshalb schwand sein politischer Einfluss während der letzten Lebensjahre erheblich.

## Wirkung und Erbe
Während der letzten Jahre der Adelsrepublik Polen-Litauen war Bischof Kajetan Sołtyk von Krakau einer der einflussreichsten Politiker am Warschauer Königshof und erfreute sich großer Beliebtheit beim polnischen Kleinadel überall in der Union. Zusammen mit den Kleinadligen war er gegen das Ende der Goldenen Freiheit im Lande und deshalb ein scharfer Gegner der rechtlichen Gleichstellung von Nicht-Katholiken mit Katholiken. In politischer Gefangenschaft verfasste er dazu ein Manifest mit dem Aufruf zum Gebet für den Schutz des (katholischen) Glaubens und der (nationalen) Freiheit. Bischof Sołtyks Leitspruch „Glauben und Freiheit“ erreichte die polnischen Kleinadligen überall in der Union.
Am 29. Februar 1768 gründete Pater Marek Jandołowicz zusammen mit seinem Bischof Krasiński, Józef Pułaski und Großpolens Generalstarost Mniszech auf der Festung von Bar die Konföderation von Bar gegen das Ende der Goldenen Freiheit im Lande. Sie richtete sich primär gegen das eigene Staatsoberhaupt, das eine Fremdherrschaft zur grundlegenden Modernisierung ihrer Republik im Interesse Russlands billigte und deshalb bei den Kleinadligen als fremdbestimmter Kurator und Volksverräter verpönt war. Bei der Gründung erklangen als Wahlspruch der Konföderation Bischof Sołtyks Worte wiara i wolność („Glaube und Freiheit“). Die Konföderation von Bar war die historisch bedeutendste Konföderation polnischer Kleinadliger zur Verteidigung ihrer Goldenen Freiheit im Lande. Sie gilt als letzte Massenbewegung des polnischen Kleinadels und erster polnischer Nationalaufstand. Adam Mickiewiczs Meinungsäußerung 1833 O ludziach rozsądnych i ludziach szalonych („Über vernünftige und verrückte Menschen“) bestimmt die Konföderation von Bar erstmals als Ersten Polnischen Nationalaufstand und markiert damit den Beginn des „Mythos von Bar“. Alle folgenden polnischen Aufstände bis in die 1970er Jahre hinein waren von Bischof Sołtyks Leitspruch „Glauben und Freiheit“ motiviert und damit Ableger der Konföderation von Bar.

## Werke
- Manifest mit dem Leitspruch wiara i wolność („Glaube und Freiheit“) bzw. dem Aufruf zum Gebet für den Schutz des (katholischen) Glaubens und der (nationalen) Freiheit

## Auszeichnungen
- 1757: Ritterschlag in den Orden des Weißen Adlers
- 1779: Ritterschlag in den Orden des Heiligen Stanisław

## Rezeption in der Kunst
- Kajetan Sołtyk ist ein Protagonist in Olga Tokarczuks Roman Die Jakobsbücher.[10]